# Club Nacional de Football (fútbol femenino)
La sección de fútbol femenino del Club Nacional de Football participa del Campeonato Uruguayo de Fútbol Femenino de la Asociación Uruguaya de Fútbol desde su primera edición en 1997, coronándose las tricolores en ese torneo. Las bolsilludas se coronaron campeonas en las temporadas 1997, 2000, 2010-2011, 2011-2012, 2020, 2022 y 2024.

## Historia
Participa en los torneos organizados por el Departamento de Fútbol femenino de la Asociación Uruguaya desde su creación en 1996. El club obtuvo el Campeonato Uruguayo en 1997, 2000, 2010-2011 y 2011-2012, siendo su principal rival el equipo de Rampla Juniors. Es el segundo equipo en cantidad de títulos, después de Rampla Juniors que tiene nueve conquistas. Fue subcampeón en 1998, 1999, 2001 y 2002.
A nivel internacional, participó en torneos sudamericanos. En el año 2005 se desafilia de la AUF y retorna en 2009 obteniendo el tercer puesto en la tabla anual. En el 2010 ganó por tercera vez el campeonato uruguayo. En la siguiente temporada Nacional vuelve a conquistar la liga uruguaya en final ante Cerro coronando una liga con victoria en el Torneo Apertura, Clausura y la Tabla Anual logrando el bicampeonato uruguayo 2010-2011, 2011-2012 y logrando una racha de treinta y nueve partidos sin perder a nivel local. En el 2010 Nacional se coronó campeón del torneo amistoso Joseph Blatter.
Entre algunos logros conseguidos el equipo de Nacional, se destaca que ha sido distinguido con el premio de la valla menos vencida en cuatro oportunidades —2000, 2010, 2011-2012, 2012—. A su vez, la jugadora de Nacional Mariana Pion fue distinguida con el premio Charrúa en las ediciones 2010-2011 y 2011 como la mejor futbolista del país.

### La mayor goleada jamás registrada (28:0)
El 12 de mayo de 2013 el equipo tricolor batió el registro histórico de la AUF al imponerse por el torneo local a Huracán Buceo por la histórica goleada de 28:0, un gol cada 3,21 minutos, y la delantera Martina González quebró el registro individual de goleo tras marcar nueve goles en un mismo encuentro.
Durante el año 2015 la Sub-16 del equipo logró batir este récord ganándole 35 a 0 a Huracán Del Paso de la Arena. La jugadora Camila López convirtió 12 goles en dicho encuentro.

### Goleadoras
En el historial del Campeonato Uruguayo la primera gran artillera fue Erika Marcela Bonifacino, quien se consagró como goleadora del Campeonato Uruguayo de 1998, premio que compartió con Alejandra Laborda de Rampla Juniors.
En la edición del año 2000, Rossana Elizabeth Soria de Nacional y Miriam Mirtha De Cuadros de Rampla Juniors culminaron primeras compartiendo el premio de máximas romperredes con trece anotaciones. En el año 2003 Stefanía Teresa Maggiolini fue la principal artillera alba en el Campeonato Uruguayo con diecisiete conversiones. En 2010, la tricolor Martina González fue la goleadora del Campeonato Uruguayo con quince goles.
Finalmente, en 2018 y 2019 la goleadora del campeonato fue Juliana Castro.
Con referencia a torneos cortos, en el Torneo Apertura se consagraron goleadoras Marcela Bonifacino en 1998 con dieciséis goles, Rossana Soria en 2000 con doce conversiones y Stefanía Maggiolini en 2003 con nueve anotaciones. En este último año Maggiolini compartió ese primer lugar con Alejandra Laborda de Rampla Juniors y la ex parquense Rossana Soria (ese año en Montevideo Wanderers).
A su vez, en el Torneo Clausura, Rossana Soria fue goleadora en 1997 y 1999 con doce goles en ambas ediciones, mientras que Stefanía Maggiolini fue máxima anotadora en 2003 después de conseguir ocho goles.

### Histórico primer clásico (7:0)
En el año 2012 por primera vez Peñarol, el clásico rival de Nacional a nivel institucional, presentó un equipo de fútbol femenino. De esta forma, y en encuentro por el Campeonato Uruguayo de 2013, aurinegras y bolsilludas se enfrentaron en el histórico primer clásico oficial de fútbol femenino el 13 de abril de 2013. El encuentro se disputó en el Estadio José Pedro Damiani y se impuso Nacional de forma contundente por 7:0. A pesar de disputar el partido en condición de visitante, sumaron veinte situaciones de gol contra una sola del equipo local y se fueron al descanso con una diferencia de cinco goles. Este resultado es histórico, no solo porque es la mayor goleada clásica entre Nacional y Peñarol sumando fútbol masculino y femenino —en la rama masculina la victoria más amplia fue también de Nacional por 6:0—, sino que el bolso lleva cuarenta y nueve partidos consecutivos sin caer en los noventa minutos de juego desde el 30 de agosto de 2009 a la fecha de disputado el clásico, con cuarenta y dos victorias y siete empates. Los goles fueron convertidos por Carolina Birizamberri (3), Martina González, Federica Silvera, Sabrina Soravilla, y Paola Medina.

### Estadística clásica
| Motivo              | PJ | GN | E | GP | GolN | GolP |
| ------------------- | -- | -- | - | -- | ---- | ---- |
| Campeonato Uruguayo | 12 | 6  | 3 | 5  | 17   | 11   |
| Total               | 12 | 4  | 3 | 5  | 17   | 11   |

| PJ: Partidos jugados, GN: Ganador Nacional, GP: Ganador Peñarol, E: Empate GolN: Goles de Nacional, GolP: Goles de Peñarol |

### Era profesional
El 9 de julio de 2021, Nacional se convirtió en el primer club uruguayo en firmar contratos profesionales con la totalidad de su plantilla femenina.

## Participación internacional
En calidad de campeón uruguayo, Nacional ha sido representante de Uruguay en la Copa Libertadores Femenina en las ediciones de 2011, 2012 y 2021.  En 6 partidos disputados en las dos primeras ediciones, sólo logró un empate (ante Gerimex Santa Cruz de Bolivia). En 2013 nuevamente clasificó (esta vez a través del Torneo Clasificatorio) y obtuvo su primera victoria internacional derrotando a JC Sport Girls de Perú. Posteriormente Nacional debió esperar hasta la edición 2016 jugada en Uruguay para regresar a la Copa Libertadores, esta vez clasificando como vicecampeón (ocupó la plaza extra para el país anfitrión). Las albas cayeron derrotadas en los 3 partidos jugados en el Estadio Charrúa.
En el año 2021 las bolsilludas tuvieron la mejor participación de un club uruguayo en la Copa Libertadores Femenina. 
Enfrentaron en fase de grupos a San Lorenzo campeón de Argentina, a Corinthians bicampeonas en Brasil y a Deportivo Capiatá clasificado como 3.º de Paraguay.
Las albas se quedaron con el segundo lugar en el grupo tras ganarle a las paraguayas y las argentinas.
En cuartos de final se enfrentaron con Deportivo Cali campeón de Colombia logrando allí la primera victoria de un equipo uruguayo femenino por play-off.
Quedaron en el camino al perder en semifinal con Corinthians quien terminó coronándose campeón de la Copa Libertadores Femenina.
Para el partido por el 3.º y 4.º puesto se enfrentaron con el campeón de la edición anterior (2020) de la Copa Libertadores Femenina, Ferroviaria FC de Brasil y tras un empate 1-1 las bolsilludas perdieron en la definición por penales.
Las bolsilludas contaron en sus filas con la goleadora del certamen (premio compartido) Esperanza Pizarro y la máxima asistidora Karol Bermúdez.
En esta edición de la copa la capitana Valeria Colman llegó a sus 200 con la blusa tricolor.
También es de destacar la presencia de Yamila Badell, quien volvió de Europa para jugar la temporada 2021 en Nacional y se convirtió en la máxima goleadora uruguaya en la Copa Libertadores Femenina llegando a 9 tantos.

## Jugadoras y cuerpo técnico

### Plantel
Fuentes:

### Mercado de pases
| Altas y bajas 2023        | Altas y bajas 2023 | Altas y bajas 2023  | Altas y bajas 2023           |
| Altas                     | Altas              | Bajas               | Bajas                        |
| Jugadora                  | Origen             | Jugadora            | Destino                      |
| ------------------------- | ------------------ | ------------------- | ---------------------------- |
| Dolores Fernandez Brescia | Independiente      | Nikol Laurnaga      | San Luis FC                  |
| Andrea Morán              | Dragonas IDV       | Natalia Espinoza    | Talleres                     |
| Magalí Arias              | Defensor Sporting  | Antonella Ferradans |                              |
| Sofía Ramondegui          | Peñarol            | Antonella Mazziotto | Monteverde Academy Athletics |

Fuentes:

## Palmarés

### Torneos nacionales (7)
- Campeonato Uruguayo (7): 1997, 2000, 2010, 2011-12, 2020, 2022 y 2024.
  - Subcampeón del Campeonato Uruguayo (10): 1998, 1999, 2001, 2002, 2013, 2014, 2015, 2016, 2019 y 2021
- Torneo Apertura (6): 1997, 1999, 2000, 2011, 2022, 2023.
- Torneo Clausura (3): 2002, 2012, 2022.
- Torneo Pre-Libertadores (1): 2013.[17]

### Otros torneos nacionales (4)
- Torneo amistoso Joseph Blatter: 2010, 2011.[3]
- Triangular Día Internacional de la Mujer (Minas, Lavalleja) (1): 2011, 2016
- Triangular Confraternidad en Artigas (1): 2012

### Torneos internacionales amistosos (2)
- Triangular Internacional Diego Rodríguez (Rivera) (1): 2011
- Torneo Internacional PUMAS 2011 (San Nicolás - Argentina) (1): 2011[18]